# Fougerolles-du-Plessis

Fougerolles-du-Plessis este o comună în departamentul Mayenne, Franța. În 2009 avea o populație de 1,367 de locuitori.